# Скрытная лягушка
Скрытная лягушка (Odorrana ishikawae) — вымирающий вид земноводных из семейства настоящих лягушек. Эндемик Восточной Азии: южная Япония. Встречаются только на островах Амамиосима и Окинава (из группы островов Рюкю) в первичных лиственных вечнозелёных лесах и речках. Длина самцов около 97 мм (88—106), самок около 110 мм (105—117). Размножаются в период с января по май. Вид O. ishikawae был впервые описан в 1901 году американским зоологом Леонардом Штейнегером (Leonhard Hess Stejneger; 1851—1943) под первоначальным названием Buergeria ishikawae  Stejneger, 1901.